# Sigurður Nordal
Sigurður Nordal, född 14 september 1886, död 21 september 1974, var en isländsk språk- och litteraturforskare, skribent och poet. 
Nordal blev filosofie doktor 1914 och var från 1918 professor i isländska språket i Reykjavik från 1918 och huvudredaktör för skriftserien Íslenzk fornrit från 1933. Han var också redaktör för Studia Islandica 1937-1951 och Islands ambassadör i Köpenhamn från 1951–1957. Han utnämndes till hedersdoktor vid Göteborgs högskola 1941.